# Nereus (mythologie)

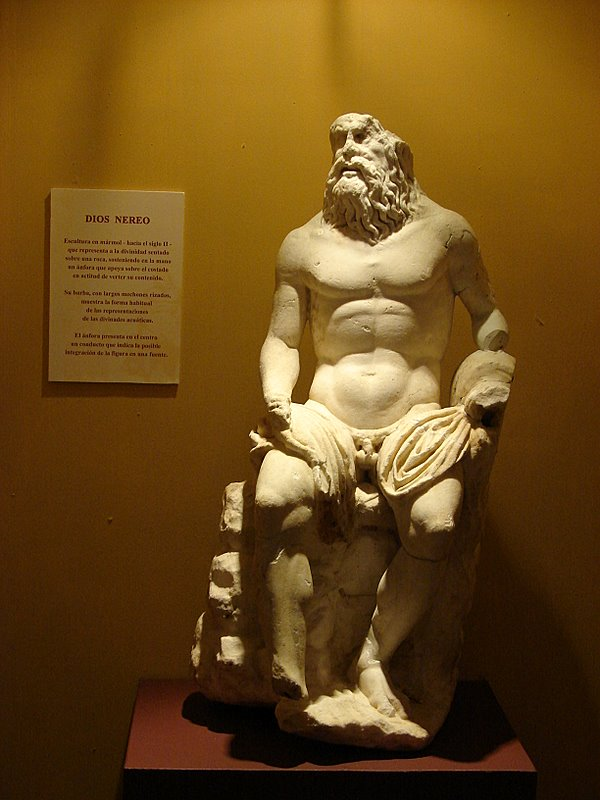
Beeld van Nereus in Carmona (Sevilla)

De Griekse godheid Nereus (Oudgrieks: Νηρεύς, Nêreús van νέειν, néein  « zwemmen ») is een van de 'grijsaards van de zee' naast Phorkys en Proteus. Hij behoort, in tegenstelling tot Poseidon (de Olympische zeegod), tot de voor-Olympische generatie, want hij is een zoon van de oer-personificatie van de zee, Pontos, en van Gaia, de aarde. Waar Poseidon een vaak ruw en hatelijk karakter uitstraalt, is Nereus eerder vriendelijk en schuw. Zoals alle andere godheden van zeeën, rivieren en meren kent hij de toekomst (volgens Horatius voorspelde Nereus de Trojaanse Oorlog aan Paris) en bezit hij het vermogen een onbeperkte reeks transformaties te ondergaan. Herakles dwong hem echter om hem de weg te wijzen naar de tuin van Hesperiden, aangezien hij erin slaagde om zijn greep op Nereus te behouden, zelfs als hij voortdurend van vorm veranderde. Ook Triton wordt in dit verband genoemd als tegenstander van Herakles.
Nereus huwde een dochter van Okeanos, Doris. Uit dit huwelijk werden vijftig of meer dochters geboren, de Nereïden. Slechts enkelen van de Nereïden zijn als afzonderlijke persoonlijkheid bekend, namelijk Thetis, de echtgenote van de held Peleus en de moeder van de legendarische Achilles, een minder bekende nakomeling van Thetis was Galateia. Ook zeer bekend is de echtgenote van Poseidon, Amphitrite.
Nereus werd vanaf de Archaïsche tijd voorgesteld als een waardige grijsaard, met het bovenlichaam van een man en het onderlijf van een vis, uitgerust met scepter en drietand. Het enige mythologische verhaal is zijn worsteling met Herakles. In de overige mythologische verhalen komt hij slechts sporadisch voor als figurant.
Dat was namelijk te wijten aan de opkomst van de Olympische goden, en weldra zou Poseidon belangrijker worden dan Nereus als god van de zee.

## Antieke bronnen
- Homerus, Odysseia.
- Hesiodus, Theogonia V 233-236.
- Apollodorus, Bibliotheca I 2, 6-7; II 5, 11.
- Claudius Aelianus, De Natura Animalium XIV 28.

Poseidon · Oceanus · Ceto · Nereus · Glaucus · Amphitrite · Tethys · Triton · Proteus · Phorcys · Pontus